# Lactocollybia
Lactocollybia là một chi nấm trong họ Marasmiaceae, thuộc bộ Agaricales. Chi này chứa 17 loài, phân bố rộng rãi ở vùng khí hậu nhiệt đới.

## Danh sách các loài
- Lactocollybia aequatorialis
- Lactocollybia albida
- Lactocollybia aurantiaca
- Lactocollybia carneipes
- Lactocollybia cycadicola
- Lactocollybia epia
- Lactocollybia globosa – Nam Phi[3]
- Lactocollybia gracillima
- Lactocollybia graminicola
- Lactocollybia holophaea
- Lactocollybia ianthina
- Lactocollybia lacrimosa
- Lactocollybia marasmiiformis
- Lactocollybia microspora
- Lactocollybia modesta
- Lactocollybia piliicystis – Nam Phi[3]
- Lactocollybia variicystis – Nam Phi[3]
- Lactocollybia subvariicystis – Nam Trung Quốc[4]